# Kunszentmártoni városi zsinagóga
A kunszentmártoni városi zsinagóga a kunszentmártoni zsidó hitközség temploma volt a Deák Ferenc utcában, mely 1911 és 1912 között épült Dobovszky József István magyar főmérnök tervei alapján. A városi zsidó templom napjainkban a Bartók Béla Terem intézmény épületeként kifejezetten kulturális célokat szolgál. A zsinagóga a magyar szecesszió egyik kiemelkedő alkotása.

## Felépítése
A kunszentmártoni zsidó közösségről már az 1800-as évektől dokumentáltak, bár állandó lakhatási jogot csak az 1850-es évek elején kaptak. Az ortodox hitközség 1860-ban 89 főből állt Kunszentmártonban. A város központjában állt zsidó imaház 1906-ban leégett, és helyére a kunszentmártoni zsidóság egy zsinagógát kívánt felépíteni. Elfogadták a kötetlenebb alaprajzot és a változatosabb építészeti tömegalakítást, sőt a gazdag ornamentikát is helyénvalónak tartották.

## Története
1944. június közepén a 2. világháború idején a zsinagógában gettót alakítottak, és itt történt a mintegy 200-250 fős helyi zsidóság deportálása, Kunszentmártonból Kecskemétre, majd Németországba és Auschwitzba kerültek a zsidók. A sok lakó közül csak alig néhányan térhettek vissza, és közel 180 kunszentmártoni vesztette életét a náci koncentrációs táborokban. Az ötvenes években volt még egy időszak, amikor megnőtt a városban a számuk, Budapestről tizennégy családot telepítettek ide. Ez idő tájt a zsinagógában a hitélet megszűnt, az épület üresen állt, mígnem 1965 őszén az izraelita felekezet a Kunszentmárton és Vidéke ÁFÉSZ-el kötött szerződésében értékesítette. A rendszerváltásig magtárként, majd bútorboltként funkcionált, ezalatt állaga jelentősen romlott, ekkor vásárolta meg a község. A város önkormányzata 1990 után megvásárolta a szövetkezettől. Dr. Baross Gábor az ELTE Bartók Béla Énekkara és Egyetemi Koncertzenekarának karnagya meglátta a fantáziát az omladozó épületben, és beleálmodta a már működő koncerttermet. 2000. július 1-jén helybeli polgárok, Izraelből hazalátogatók és magas ranggal rendelkező vendégek részvételével felavatásra került a Bartók Béla Terem, mely azóta számos nagysikerű koncertnek, előadásnak és kiállításnak adott otthont. 

## Leírása
A zsinagóga főhomlokzata magas, oromzatos, köralakú, rozettás ablakkal és előugró bejárattal ellátva. A bejárat felett sgrafittós, kerámiával díszített, melyek Bozsik Kálmán színes kék-sárga kerámiái és a Mátray-féle téglagyár épületdíszei. Nyugati homlokzatán kétoldalt magas, előugró, többszörösen tagolt négyzetes torony található, nyolcszögű fedéssel. Keleti homlokzatán félköríves alaprajzú tórafülkével, tört vonalú oromzatokkal. A templom belső tere hagyományos kialakítású, középen van a Tóra-olvasó emelvény, a keleti oldal közepén a frigyszekrény, a nők a karzaton kaptak helyet. A szecessziós magyaros díszítő elemek, a fény- és árnyékhatás itt nagy szerepet kapott. A zsinagóga falán állt egy tábla a kunszentmártoni áldozatok emlékére. 1964-ben az épület értékesítése során az emléktábla Budapestre, feltehetően a Kozma utcai izraelita temető gondozásába került. 2000. július 1-jén két vörösmárvány kőtömböt lepleztek le az épület előkertjében felállítva. 
A jobboldali kőtömbön a helyreállításban résztvevő intézmények és vállalkozások nevei olvashatók. 
A baloldali kőtömbön pedig a 98. zsoltár egyik szakasza olvasható magyar és héber nyelven: "Vígan énekelj az Úrnak / Te egész föld, / Harsanjatok fel, / Örvendezzetek és zengedezzetek."